# Cantón de Aurillac-4
El cantón de Aurillac-4 era una división administrativa francesa, que estaba situada en el departamento de Cantal y la región de Auvernia.

## Composición
El cantón estaba formado por nueve comunas, más una fracción de la comuna que le daba su nombre:
- Aurillac (fracción)
- Giou-de-Mamou
- Laroquevieille
- Lascelle
- Mandailles-Saint-Julien
- Marmanhac
- Saint-Cirgues-de-Jordanne
- Saint-Simon
- Velzic
- Yolet

## Supresión del cantón de Aurillac-4
En aplicación del Decreto n.º 2014-149 de 13 de febrero de 2014, el cantón de Aurillac-4 fue suprimido el 22 de marzo de 2015 y sus 10 comunas pasaron a formar parte; siete del nuevo cantón de Vic-sur-Cère, dos al nuevo cantón de Naucelles y la fracción de la comuna que le daba su nombre se unió con las demás para que, por medio de una reestructuración cantonal, fueran creados los nuevos cantones de  Aurillac-1,  Aurillac-2 y  Aurillac-3.